# The Gnome
A Pink Floyd The Gnome című dala 1967. augusztus 5-én jelent meg a zenekar The Piper at the Gates of Dawn című bemutatkozó albumán. Az Interstellar Overdrive után kellemes hangulatváltást jelent, szünet nélkül követi az előző kompozíciót. A dal egy manó, Grimble Gromble történetét meséli el, aki barátaival a természetet járja. Vidám hangulata az album egyik legemlékezetesebb dalává teszi. Syd Barrett volt az egyik első könnyűzenei énekes, aki szándékosan énekelt brit akcentussal – a dalban ez is nagyon jól megfigyelhető. Az ihletet valószínűleg J. R. R. Tolkien A hobbit című műve adta, ami Barrett egyik kedvence volt.

## Koncerten előadott változatok és feldolgozások
- A brit Shpongle nevű zenekar A New Way to Say 'Hooray!' című dala (a 2001-es Tales of the Inexpressible című albumról) közvetlen utalást tartalmaz a The Gnome-ra, amikor Terence McKenna ezt mondja: „The Gnomes have learned a new way to say 'hoooray!'” (A manók még egyféleképpen tudják mondani, hogy „hurrá!”). A „hooray” szót McKenna ugyanolyan hosszan énekli, mint Barrett.
- Nigel Planer angol színész 1984-ben saját albumán jelentette meg a dalt.
- A chicagói Grimble Grumble nevű dream pop-zenekar a dalból vette a nevét.

## Közreműködők
- Syd Barrett – ének, gitár
- Richard Wright – billentyűs hangszerek
- Roger Waters – basszusgitár
- Nick Mason – dob, ütőhangszerek
- Peter Brown – hangmérnök
- Norman Smith – producer